# Hammond (Louisiana)
Hammond ist die größte Stadt im Tangipahoa Parish im US-Bundesstaat Louisiana mit 20.609 Einwohnern (Stand: 2016). Die Southeastern Louisiana University ist hier ansässig. Bekannt wurde die Stadt unter anderem als Drehort für die Fernsehserie In der Hitze der Nacht (1988).

## Geschichte
Die Stadt ist nach Peter Hammond (1797–1870), einem schwedischen Einwanderer, der sich erstmals 1818 in der Region des heutigen Hammond ansiedelte, benannt. Er gründete eine Baum-Plantage, welche später Holzgüter für den Schiffbau in Springfield lieferte.
1854 wurde Hammond an das Eisenbahnnetz angeschlossen. Dies brachte der Stadt großen wirtschaftlichen Erfolg und machte sie bald zu einem Handels- und Verkehrszentrum.
Während des Sezessionskrieges diente Hammond als Schuhproduktionszentrum für die Konföderation. Nach dem Bürgerkrieg siedelten sich die Beleuchtungsindustrie und weitere Geschäfte an.
Im 20. Jahrhundert wurden mehrere Zeitung wie der Hammond Daily Courier gegründet. 1953 eröffnete der bekannte Architekt John Desmond die erste Architektengruppe in Hammond.
Heute liegt Hammond genau zwischen den zwei am schnellsten wachsenden Städten und Parishes gelegen – New Orleans und Baton Rouge. Hammond wird mehr und mehr zu einem neuen Vorort der beiden Städte. Doch vor allem wirtschaftlich macht sich diese Entwicklung bemerkbar. Während großen Veranstaltungen in New Orleans weichen immer mehr Besucher vom überfüllten New Orleans auf Hotels in Hammond aus.
Das in Hammond ansässige Tangipahoa African American Heritage Museum & Black Veteran Archives ist eine Etappe des Louisiana African American Heritage Trail.

## Geographie
Hammond befindet sich im Südosten von Louisiana. Die Stadt bedeckt eine Fläche von 33,0 km2.

## Demographie
Nach der Volkszählung von 2000 leben 17.639 Menschen in der Stadt. Davon sind 52,43 % Weiße, 45,20 % Afroamerikaner  1,57 % Hispanics und Latinos, 0,83 % Asiaten, 0,16 % Amerikanische Ureinwohner und 1,37 % sind einer anderen oder mehreren Rassen zuzuordnen.
Von den 6251 Haushalten haben 29,4 % ein oder mehrere Kinder unter 18 Jahre und 34,9 % bestehen aus Ehepaaren.
Das Durchschnittsalter beträgt 27 Jahre.
Das Durchschnittseinkommen steht pro Haushalt bei $24.067 und pro Familie bei $31.617. 24,9 % der Familien und 32,8 % der Stadtbevölkerung leben unterhalb der Armutsgrenze.

## Verkehr

### Eisenbahn
Die Stadt ist an das nationale Eisenbahnnetz von Amtrak angebunden. Der sich noch heute in Betrieb befindende historische Bahnhof zählt zu den lokalen Sehenswürdigkeiten.

### Fernstraßen
- Interstate 12 von Baton Rouge nach Slidell
- Interstate 55 von Laplace nach Chicago
- U.S. Highway 51
- U.S. Highway 190

### Andere Highways
- Louisiana Highway 443 (Morris Road)
- Louisiana Highway 1040 (Old Baton Rouge Highway)
- Louisiana Highway 1065 (North Cherry Street)
- Louisiana Highway 1067 (Old Covington Road)
- Louisiana Highway 3158 (Airport Road)
- Louisiana Highway 3234 (University Avenue/Wardline Road; serves Southeastern Louisiana University)
- Louisiana Highway 3260 (West Church Street Extension)
- Louisiana Highway 1249

## Bildung
Die staatliche Southeastern Louisiana University hat ihren Sitz in Hammond. Sie ist der größte Arbeitgeber der Stadt. Weitere staatliche Bildungseinrichtungen sind die Hammond High School, Hammond Junior High, Eastside Elementary, Westside Elementary, Southeastern Louisiana University Laboratory School und Crystal Academy.
Die katholische Kirche unterhält mit der  Saint Thomas Aquinas High School und der Holy Ghost Catholic School zwei weitere Bildungseinrichtungen. Des Weiteren ist die private Trafton Academy ansässig.

## Söhne und Töchter der Stadt
- James H. Morrison (1908–2000), Politiker
- Bill Minor (1922–2017), Reporter
- Moody Scott (1944–2004), R&B- und Soulsänger
- Michael Galasso (1949–2009), Komponist
- Robert Alford (* 1988), Footballspieler
- Cassandra Tate (* 1990), Leichtathletin
- Cameron Dantzler (* 1998), Footballspieler